# Dürer-sejtés
A Dürer-sejtést az 1500-as években vetette fel Albrecht Dürer festőművész (1471–1528), amatőr (ám képzett) matematikus. Dürer sejtette, hogy minden poliédert fel lehet vágni az élei mentén úgy, hogy lapjai (átfedés nélkül) kiteríthetőek legyenek a síkban, egy összefüggő sokszöget képezve. A sejtés ma is nyitott.
2004-ben, a mindössze 13 éves Bezdek Dániel speciális esetben bebizonyította. Nevezetesen, ha a test olyan konvex poliéder, amelynek minden lapja szabályosan csatlakozó egybevágó egyenlő oldalú háromszögek egyesítése, akkor a sejtés igaz. (Ekkor minden lap legfeljebb 6 oldalú és magának a poliédernek is legfeljebb 12 csúcsa van, ami az Euler-féle poliédertételből következik).